# Gardenia ngoyensis
Gardenia ngoyensis är en måreväxtart som beskrevs av Rudolf Schlechter. Gardenia ngoyensis ingår i släktet Gardenia och familjen måreväxter. Inga underarter finns listade i Catalogue of Life.